# 杜敬同
杜敬同（?—?），唐朝官员，京兆郡杜陵县（今陕西省西安市长安区）人，杜如晦叔父杜淹的儿子，唐朝后期宰相杜元颖、杜審權、杜讓能的祖先。
贞观二年（628年）杜淹卒，赠尚书右仆射，谥号襄。杜敬同袭封父亲的爵位东阳公，约在唐高宗时官至中書舍人、鸿胪少卿、鸿胪卿。

## 子孙
- 杜从则，工部侍郎、唐中宗时为蒲州刺史
  - 杜自遠
    - 杜繁
    - 杜佐，大理正
      - 杜元穎，唐穆宗宰相
        - 杜審禮，京兆少尹
        - 杜敏求，字千之
        - 杜延雍，字道光

      - 杜元絳，太子賓客
        - 杜審權，字殷衡，唐宣宗、唐懿宗宰相
          - 杜讓能，字群懿，唐昭宗宰相
            - 杜光乂，字啟之
            - 杜曉，字明遠，膳部郎中、翰林學士，后梁宰相

          - 杜彥林，字寧臣，中書舍人
            - 杜用礪，字巖臣。

          - 杜弘徽，字範華，吏部尚書

    - 杜蔚，字日彰

  - 杜昌遠
    - 杜倚，左衛將軍

  - 杜志遠
    - 杜俾，易州刺史
    - 杜儋